# Landbach (Saar)
Der Landbach (französisch: Ruisseau le Landbach) ist ein Bach im Osten von Frankreich, der im Département Moselle der Region Grand Est nordwestlich der Stadt Sarrebourg verläuft.

## Geographie

### Verlauf
Der Landbach entspringt im Regionalen Naturpark Lothringen unter dem Namen Ruisseau du Pré des Saules im nördlichen Gemeindegebiet von Languimberg, entwässert anfangs in östlicher  Richtung, wendet sich dann abrupt nach Norden und mündet nach rund 18 Kilometern an der Gemeindegrenze von Gosselming und Oberstinzel als linker Nebenfluss in die Saar.
Auf seinem Weg quert der Fluss im Oberlauf den See Étang du Stock und in seinem weiteren Verlauf den für die Schifffahrt ausgebauten Saarkanal sowie die Bahnstrecke LGV Est européenne.

### Zuflüsse
(Reihenfolge in Fließrichtung)
- Ruisseau du Camps (rechts) 3,87 km
- Ruisseau de Sainte-Croix (links) 2,74 km
- Ruisseau de la Goutte (rechts) 2,78 km
- Ruisseau de l’Étang de la Petite Creusière (rechts) 3,01 km
- Ruisseau de la Fontaine de Trois Francs (rechts) 4,74 km
- Ruisseau de la Demenackermatte (links) 1,93 km
- Ruisseau de la Breitmatte (links) 2,57 km
- Ruisseau l’Erzwasch (rechts) 2,35 km
- Ruisseau dit Tellerbach (rechts) 2,64 km

### Durchquerte Gemeinden
(Reihenfolge in Fließrichtung)
- Languimberg
- Fribourg
- Rhodes
- Kerprich-aux-Bois
- Langatte
- Haut-Clocher
- Dolving
- Oberstinzel
- Gosselming

## Sehenswürdigkeiten
- Brücke aus dem 17. Jahrhundert über den Landbach bei Dolving – Monument historique[5]